# Universidad Latina de Panamá
La Universidad Latina de Panamá es una universidad privada, cuya sede central está ubicada en la ciudad de Panamá. Fundada en 1991, es considerada como una de las más grandes del país, tanto por el número de sedes, como por el número de carreras que oferta.

## Historia
La Universidad Latina de Panamá tiene su génesis en la Universidad Latina de Costa Rica; la cual se establece en Paso Canoas en la Provincia de Puntarenas en 1989.
En mayo de 1991, unos panameños logran obtener su título de Máster en Ciencias de la Educación.De allí surgió el interés de muchos profesionales de nuestro país, de que se estableciera en suelo panameño.
Fue fundada el 4 de septiembre de 1991, mediante el decreto n.º 606 del Ministerio de Educación.
Luego de estudios realizados, el 13 de enero de 1992 inicia sus actividades académicas la Universidad Latina de Panamá en su Sede Central ubicada en la Ciudad de Panamá y la Sede Regional de David, en David, Provincia de Chiriquí.
Posteriormente y tomando en cuenta la gran aceptación que tuvo esta nueva universidad, se abren dos nuevas sedes regionales:la Sede de Santiago ubicada en la Veraguas, que inició operaciones el 7 de septiembre de 1992 y la Sede de Chitré, Herrera, la cual inicia labores el 17 de enero de 1999.
Asimismo, y con el interés de proporcionar a la juventud panameña las mejores alternativas de estudio, la Universidad Latina de Panamá abre a la comunidad la Facultad de Ciencias Médicas y de la Salud, nombrada en honor al Dr. William C. Gorgas el 26 de septiembre de 1994, como uno de sus programas prioritarios.

## Facultades
La universidad cuenta con seis facultades:
- Facultad de Ciencias de la Salud Dr. William C. Gorgas
- Facultad de Ciencias de la Comunicación.
- Facultad de Ciencias de la Educación.
- Facultad de Derecho y Ciencias Políticas.
- Facultad de Negocios.
- Facultad de Ingeniería.

## Sedes
La Universidad cuenta con cinco sedes a nivel nacional:
- Sede de David
- Sede de Santiago
- Sede de Chitré
- Sede de Penonomé
- Sede de Facultad de Ciencias de la Salud Dr. William C. Gorgas